# Tuxedomoon
Tuxedomoon ist eine amerikanische Avantgarde- und New-Wave-Band aus San Francisco, Kalifornien, um Blaine L. Reininger und Steven Brown.

## Bandgeschichte
Gegründet wurde Tuxedomoon 1977 in San Francisco von zwei Studenten für elektronische Musik des San Francisco City College, Blaine L. Reininger und Steven Brown (bd. Keyboard). Bald nach der Gründung stieß u. a. Winston Tong als Sänger hinzu. Die erste größere Aufmerksamkeit erreichte die Band als Vorgruppe von Devo im Jahre 1978. Für die Produktion ihrer ersten EP No Tears kamen Michael Belfer (Gitarre) und Paul Zahl (Schlagzeug) dazu. Nachdem Tong und Belfer die Band kurzzeitig wieder verlassen hatten, wurde Bassist Peter Principle Mitglied. 1979 unterzeichnete Tuxedomoon einen Plattenvertrag mit Ralph Records, dem Plattenlabel der Residents. Nach der Veröffentlichung der beiden Alben Half Mute und Desire siedelte die Band von Amerika nach Europa über und fand sich, nach einigen Zwischenstationen, schließlich in Brüssel wieder, dem Heimatort ihres europäischen Plattenlabels Crammed Discs. Die Gruppe war der Meinung, dass ihr an New Wave, aber auch an Jazz, elektronischer und klassischer Musik angelehnter Sound eher zu einer europäischen als einer amerikanischen Umgebung passen würde.
1982 veröffentlichte Tuxedomoon die LP Divine, eine Komposition zu Maurice Béjarts gleichnamigem Ballett. Um eine Solokarriere zu verfolgen, verließ Gründungsmitglied Blaine L. Reininger 1983 die Band, dafür kamen Frankie Lievaart und Luc Van Lieshout (Trompete, Harmonica) als neue Mitglieder dazu. Das folgende Album Holy Wars war das kommerziell erfolgreichste der Band, allerdings schied Sänger Winston Tong kurz nach der Veröffentlichung aus und wurde durch den Multiinstrumentalisten Ivan Georgiev ersetzt. Ship of Fools erschien 1986 während der Welttournee zum Album Holy Wars, und 1987 das vorerst letzte Studioalbum You.
Nach You blieb Tuxedomoon während der 1990er Jahre größtenteils inaktiv, löste sich aber nicht offiziell auf. Die Alben, die in dieser Zeit erschienen, waren Sammlungen von Single-Veröffentlichungen der vorangehenden Jahre oder Live-Aufnahmen. Die vielen Mitglieder der Band verfolgten ihre jeweiligen Solokarrieren und tauchten auch in verschiedenen Kombinationen (z. B. Reininger/Brown) immer wieder mit neuen Platten auf. Vereinzelt gaben Brown, Van Lieshout und Principle noch Konzerte unter dem Namen Tuxedomoon. In Brüssel ansässig waren zu Beginn des neuen Jahrtausends aber nur noch Trompeter Luc van Lieshout und der zur Holy Wars-Tour hinzugekommene Bruce Geduldig (Visuelle Effekte/Performance). Steven Brown lebte in Mexiko, Blaine L. Reininger in Griechenland und Peter Principle in New York City. Trotzdem fanden sie im Jahre 2004 für ein neues Album zusammen und nahmen, nun wieder mit Gründungsmitglied Reininger, Cabin in the sky auf. 2005 ging die Band auf Welttournee und begann im Winter 2005/06 in Athen ein neues Album aufzunehmen. Der Veröffentlichung des Albums im Herbst 2007 unter dem Namen Vapour Trails ließ die Band eine kurze Tour quer durch Europa folgen. Seit der Halve Mute Tour 2016 ersetzt David Haneke den amerikanischen Videokünstler Bruce Geduldig.
Am 17. Juli 2017 veröffentlichte die Band auf ihrer Homepage die Mitteilung, dass der Bassist und Co-Autor Peter Principle Dachert unerwartet im Les Atelier Claus während der Tourvorbereitungen in Brüssel verstorben ist.

## Diskografie
- No Tears (EP) (1978)
- Scream with a View (EP) (1979)
- Half Mute (1979)
- Desire (1981)
- Divine (1982)
- Suite En Sous-Sol (1982)
- Time to Lose (EP) (1982)
- A Thousand Lives by Picture (1983)
- Holy Wars (1985)
- Ship of Fools (1986)
- You (1987)
- Ten Years in One Night (live) (1989)
- The Ghost Sonata (1991)
- Solve et Coagula (1994)
- Live in St. Petersburg (2002)
- Soundtracks/Urban Leisure (2002)
- Cabin in the Sky (2004)
- Bardo Hotel Soundtrack (2006)
- Vapour Trails (2007)
- Liveland: Tuxedomoon In Concert (2012)
- Pink Narcissus (2014)

### Bootlegs
- Joeboy in Rotterdam (1981)
- Darkness (1981)
- Symphonie der Angst (1982)
- Title X (1982)
- The Silent Age (1982)
- L’ Age Dor (1984)
- Tuxedomoon (1984)
- Just a Papermoon (1984)
- Joeboy in Mexico (1997)
- Reminiscents (2003)